# Claude Mauriac
Claude Mauriac (Parijs, 25 april 1914 - 22 maart 1996) was een Franse schrijver en journalist.

## Levensloop
Hij was de zoon van François Mauriac en de broer van Jean Mauriac.
Tijdens zijn schooljaren knoopte hij vriendschap aan met Jean Davray, Henri Troyat, Michelle Maurois, Jean Bassan en Claude Guy. Verlofdagen bracht hij het liefst door in Vémars, bij zijn grootmoeder aan moeders' kant, waar hij vooral zijn neef Bertrand Gay-Lussac terugvond, die in 1928 voortijdig zou overlijden. De grote vakanties bracht hij door in Malagar, de eigendom van zijn grootmoeder aan vaders' zijde.
Hij studeerde af als doctor in de rechten. Zijn vader introduceerde hem bij het mondaine, politieke, literaire en artistieke Tout-Paris. Hij maakte er onder meer kennis met Marcel Jouhandeau, André Gide en Jean Cocteau, en publiceerde over hen.
Mauriac begon toen hij twaalf was, aan het schrijven van een dagboek. Gedurende zijn ganse leven zou hij, soms met onderbrekingen, dit intieme schrijven doorzetten.
Anderzijds publiceerde hij, als journalist en als romanschrijver. Hij publiceerde ook novellen in Marianne en Le Figaro, en artikels in La Flèche.
Tijdens de Bezetting (1940-1944), bleef hij in Parijs werken voor de 'Corporation Paysanne'. Na de Bevrijding, geïntroduceerd door zijn vriend Claude Guy, werd hij secretaris van generaal Charles de Gaulle en bleef dit tot in 1948.
Politiek behoorde hij tot de linkervleugel van het gaullisme. Hij stichtte het tijdschrift Liberté de l’esprit (1949-1953), waarin vanaf het eerste nummer grote handtekeningen verschenen: André Malraux, Max-Pol Fouchet, Jean Amrouche, Roger Nimier, Jean Lescure, Stanislas Fumet en Gaétan Picon. Later zullen zich daar aan toevoegen: Raymond Aron, Roger Caillois, Pierre Jean Jouve, Pascal Pia, Thierry Maulnier, Léopold Sédar Senghor.
In dezelfde periode schreef hij regelmatig een kroniek in Le Figaro, die hij ondertekende als Grippe-Soleil. In de Figaro littéraire hield hij een wekelijkse filmrubriek.
In 1951 trouwde hij met Marie-Claude Mante, een nicht van Marcel Proust. Ze kregen drie kinderen: Gérard, Nathalie en Gilles.
Vanaf 1957 publiceerde hij zijn eerste romans, die hij onder een algemene titel groepeerde: Le dialogue intérieur. Hij werd door de kritiek gezien als een auteur behorende tot de 'nouveau roman'. Hij vond ook een nieuw concept uit, dat van de 'aliteratuur' waar hij twee studies aan wijdde: L’Alittérature contemporaine (1958) en De la littérature à l’alittérature (1969).
Eerder dan door te gaan in het schrijven van romans, begon hij te putten uit zijn dagboeken, voor boeken over André Gide (Conversations avec André Gide, 1951), over Cocteau (Une amitié contrariée, 1970), en over de Gaulle, die pas was overleden (Un autre de Gaulle, Journal 1944-1954, 1970). 
Vanaf 1970, jaar waarin zijn vader stierf, begon Claude Mauriac aan zijn voornaamste werk Le Temps immobile, een soort cinematografisch aan elkaar rijgen van fragmenten uit zijn dagboeken. Onder die algemene titel publiceerde hij tien volumes. In die boeken ontmoet men talrijke bekende en beroemde personages en vindt men het relaas van de gemoedstoestanden van de auteur. Hij wilde vooral ook een eigen, nogal mystieke idee over de tijd uiteenzetten. Hij legde zijn ideeën hierover uit in het werk L’Éternité parfois.
Mauriac vervolgde zijn literaire activiteiten ook in andere richtingen: theaterstukken (op de scène gebracht door Nicolas Bataille en Laurent Terzieff) romans waar hij de algemene titel Les Infiltrations de l’invisible aan gaf. Hij bleef ook als journalist actief. In de radio nam hij deel aan de populaire literatuuruitzending Le masque et la plume en hij was ook jurylid voor de Prix Médicis en de Prix Louis-Delluc. Hij zette zich ook in voor de gevangenen, de daklozen en de migranten, samen met Michel Foucault, Gilles Deleuze en Xavier Emmanuelli. Hij publiceerde hierover een boek met de titel  Une certaine rage (1977).
Hij gaf een vervolg aan de publicatie van zijn dagboeken in kortere boeken, onder de algemene titel Temps accompli. Het laatste deel kwam de dag na zijn dood in de boekhandel. 

## Literaire prijzen
Mauriac ontving:
- Prix Sainte-Beuve (1954) voor zijn boek over André Breton
- Prix Médicis (1959) voor Le Dîner en ville.

## Publicaties

### Literaire essays
- Introduction à une mystique de l’enfer, over Marcel Jouhandeau, 1938
- Jean Cocteau ou la vérité du mensonge, over Jean Cocteau, 1945.
- Aimer Honoré de Balzac, La Table Ronde, 1945.
- André Malraux ou le mal du héros, Grasset, 1946.
- André Breton, Éditions de Flore, 1949 ; Grasset, 1970 [Prix Sainte-Beuve 1949].
- Marcel Proust par lui-même, Le Seuil, 1953.
- Conversations avec André Gide, Albin Michel, 1951 ; nouvelle édition revue et augmentée, 1990.
- Une amitié contrariée over Jean Cocteau, Grasset, 1970.

### Over film
- L'Amour du cinéma, Albin Michel, 1954.
- Petite littérature du cinéma, Le Cerf, 1957.

### Dagboeken
- Le Temps immobile
  - Le Temps immobile 1, Grasset, 1974 ; Le Livre de Poche, 1983.
  - Le Temps immobile 2 (Les Espaces imaginaires), Grasset, 1975 ; Le Livre de Poche, 1985.
  - Le Temps immobile 3 (Et comme l'espérance est violente), Grasset, 1976 ; Le Livre de Poche, 1986.
  - Le Temps immobile 4 (La Terrasse de Malagar), Grasset, 1977 ; Le Livre de Poche, 1987.
  - Le Temps immobile 5 (Aimer de Gaulle), Grasset, 1978 ; Le Livre de Poche, 1988.
  - Le Temps immobile 6 (Le Rire des pères dans les yeux des enfants), Grasset, 1981 ; Le Livre de Poche, 1989.
  - Le Temps immobile 7 (Signes, rencontres et rendez-vous), Grasset, 1983 ; Le Livre de Poche, 1990.
  - Le Temps immobile 8 (Bergère ô tour Eiffel), Grasset, 1985 ; Le Livre de Poche, 1991.
  - Le Temps immobile 9 (Mauriac et fils), Grasset, 1986 ; Le Livre de Poche, 1992.
  - Le Temps immobile 10 (L'Oncle Marcel), Grasset, 1988 ; Le Livre de Poche, 1993
- Le Temps accompli
  - Le Temps accompli 1, Grasset, 1991.
  - Le Temps accompli 2 (Histoire de ne pas oublier), Grasset, 1992.
  - Le Temps accompli 3 (Le Pont du secret), Grasset, 1993.
  - Le Temps accompli 4 (Travaillez quand vous avez encore la lumière), postuum, Grasset, 1996.

### Romans
- Le Dialogue intérieur, romans
  - Toutes les femmes sont fatales, Albin Michel, 1957 ; Le Livre de Poche, 1971.
  - Le Dîner en ville, Albin Michel, 1959 ; Le Livre de Poche, 1973 ; Folio, 1985 [Prix Médicis 1959].
  - La Marquise sortit à cinq heures, Albin Michel, 1961 ; Folio, 1984.
  - L'Agrandissement, Albin Michel, 1963.
- Les Infiltrations de l'invisible
  - L'Oubli, Grasset, 1966.
  - Le Bouddha s'est mis à trembler, Grasset, 1979.
  - Un cœur tout neuf, Grasset, 1980.
  - Radio Nuit, Grasset, 1982.
  - Zabé, Gallimard, 1984 ; Folio, 1993.
  - Trans-Amour-Étoiles, Grasset, 1989.
  - Journal d'une ombre, Sables, 1992.

- Le Fauteuil Rouge, Flammarion, 1990, onder pseudoniem Harriet Pergoline.

### Theater
- La Conversation, Grasset, 1964.
- La Conversation - Ici, maintenant - Le Cirque- Les Parisiens du dimanche - Le Hun, Grasset, 1968.

### Andere essays
- Introduction à une mystique de l'enfer, Grasset, 1938.
- La Trahison d'un clerc, La Table Ronde, 1945.
- Hommes et idées d'aujourd'hui, Albin Michel, 1953.
- L'Alittérature contemporaine, Albin Michel, 1958 et 1969.
- De la littérature à l'alittérature, Grasset, 1969.
- Une certaine rage, Robert Laffont, 1977.
- L'Éternité parfois, Pierre Belfond, 1978.
- Laurent Terzieff, Stock, 1980.
- Qui peut le dire ?, L'Âge d'homme, 1985.
- Quand le temps était mobile, Bartillat, 2008